# Callichirus adamas
Callichirus adamas är en kräftdjursart som först beskrevs av Brian Frederick Kensley 1974.  Callichirus adamas ingår i släktet Callichirus och familjen Callianassidae. Inga underarter finns listade i Catalogue of Life.